# Junacas Sur
Junacas Sur ist eine Ortschaft im  Departamento Tarija im südamerikanischen Andenstaat Bolivien.

## Lage
Junacas Sur ist zentraler Ort des Kanton Junacas im Municipio Tarija in der Provinz Cercado. Junacas Sur liegt auf einer Höhe von 2335 m an einem der Quellflüsse des Río San Agustín, der über den Río Santa Ana in den Río Nuevo Guadalquivir fließt.

## Geographie
Junacas Sur liegt günstig zwischen den verschiedenen Klimazonen des Landes, am Rande der Anden in einer Höhe von rund 2300 m, so dass meist mildes und angenehmes Wetter herrscht (siehe Klimadiagramm Tarija). In der Regenzeit zwischen Dezember und Februar (Sommermonate) kommt es häufig zu wolkenbruchartigen Gewittern. Der Rest des Jahres ist ausgesprochen niederschlagsarm.

## Verkehrsnetz
Junacas Sur liegt in einer Entfernung von vierzig Straßenkilometern östlich von Tarija, der Hauptstadt des Departamentos.
Durch Tarija verläuft in Nord-Süd-Richtung die Nationalstraße Ruta 1, die die das bolivianische Hochland von Norden nach Süden durchquert und von Desaguadero an der Grenze zu Peru über die Metropolen El Alto, Oruro und Potosí nach Tarija führt, und von dort weiter nach Bermejo an der Grenze zu Argentinien.
Acht Kilometer südöstlich des Stadtzentrums von Tarija zweigt die Fernstraße Ruta 11 in östlicher Richtung von der Ruta 1 ab und führt über Junacas nach Entre Ríos und weiter über Palos Blancos, Villamontes und Ibibobo nach Cañada Oruro an der Grenze zu Paraguay.
In Villamontes kreuzt die Ruta 11 die Fernstraße Ruta 9, welche das bolivianische Tiefland von Guayaramerín ganz im Norden über Santa Cruz mit der Grenzstadt Yacuiba im Süden verbindet.

## Bevölkerung
Die Bevölkerungszahl der Ortschaft Junacas Sur ist in dem Jahrzehnt zwischen den beiden letzten Volkszählungen leicht zurückgegangen:
| Jahr | Einwohner         | Quelle       |
| ---- | ----------------- | ------------ |
| 1992 | keine Detaildaten | Volkszählung |
| 2001 | 117               | Volkszählung |
| 2012 | 107               | Volkszählung |
| 2024 |                   | Volkszählung |